# Seabrook Island
Seabrook Island est une île barrière et une ville américaine située dans le comté de Charleston et dans l’État de Caroline du Sud. Elle fait partie de la région métropolitaine de Charleston.

## Démographie
| 1990 | 2000  | 2010  | - | - | - |
| ---- | ----- | ----- | - | - | - |
| 948  | 1 250 | 1 714 | - | - | - |

## Traduction
- (en) Cet article est partiellement ou en totalité issu de l’article de Wikipédia en anglais intitulé « Seabrook Island, South Carolina » (voir la liste des auteurs).